# 歌川芳谷
歌川 芳谷（うたがわ よしたに、生没年不詳）とは、江戸時代末期から明治時代にかけての浮世絵師。

## 来歴
歌川国芳の門人。歌川の画姓を称し、作画期は安政から明治初年頃にかけてとされる。明治6年（1873年）建立の一勇斎歌川先生墓表に「芳谷」の名がみられるが、その他の経歴や作については不明。